# Anselm Umoren
Anselm Umoren MSP (ur. 14 kwietnia 1962 w Ukana Nto) – nigeryjski duchowny katolicki, biskup pomocniczy Abudży od 2012.

## Życiorys

### Prezbiterat
Święcenia kapłańskie otrzymał 18 czerwca 1988 w zgromadzeniu Misjonarzy św. Pawła z Nigerii. Po święceniach przez cztery lata był wychowawcą w domu formacyjnym w Iperu-Remo, a w kolejnych latach pracował w placówkach misyjnych w Sierra Leone, Kamerunie i Sudanie. W latach 1995–2003 pełnił też funkcję radnego generalnego zgromadzenia, a w 2008 został wybrany jego przełożonym generalnym.

### Episkopat
8 listopada 2011 papież Benedykt XVI mianował go biskupem pomocniczym archidiecezji Abudży, ze stolicą tytularną Scampa. Sakry udzielił mu 2 lutego 2012 metropolita Abudży – arcybiskup John Onaiyekan.